# Manuel Vignau
Manuel Vignau, né le 24 septembre 1978 à La Plata (Buenos Aires) en Argentine, est un acteur, metteur en scène et dramaturge argentin. 

## Biographie
Il descend de lointains émigrés français.

## Filmographie
- 2004 : Como mariposas en la luz
- 2006 : 1 peso, 1 dólar
- 2007 : Una última voluntad (CM) de Marco Berger : l'un des soldats
- 2008 : Cordero de Dios
- 2009 : Plan B de Marco Berger : Bruno
- 2012 : El amor siempre nos quema
- 2013 : Hawaii de Marco Berger : Eugenio
- 2013 : El Vestido Brillaba
- 2014 : Delta
- 2014 : La niña de los tacones amarillos de Luján Loioco
- 2014 : El Laberinto (CM)
- 2024 : Sœurs de fortune (Las hermanas fantásticas) de Fabiana Tiscornia :

## Théâtre
- (2013-2014) La sala roja (acteur) de Victoria Hladilo
- (2012-2013) El otro Judas (acteur)
- (2012) Casi siempre sin pensar (auteur et mise en scène)
- (2011-2012) ¿Querés hacer el favor de callarte por favor? (acteur)
- (2009) El cuchitril (auteur et mise en scène)
- (2006) Lisístrata, cruzada de las piernas cruzadas (acteur)
- (2003) Los dos Hidalgos de Verona (acteur)
- Jamón del diablo (acteur)
- (2001-2002) Trabajos de amor perdidos (acteur)